# Skwer Fajta i Kałkusińskiego w Radomsku
Skwer Fajta i Kałkusińskiego – założenie parkowe (skwer) zlokalizowane w Radomsku pomiędzy ulicami Gabriela Narutowicza i Berka Joselewicza, przy Miejskiej Bibliotece Publicznej.
Nazwa skweru upamiętnia dwóch radomszczan: Henryka Fajta (kompozytora i pedagoga) oraz Czesława Kałkusińskiego (poetę, którego niektóre teksty inspirowały twórczość Fajta). Nazwę nadano w 2012 w odpowiedzi na wnioski organizacji społecznych. W 2014 na skwerze stanęła tablica upamiętniająca patronów. Nowe rozwiązania terenu nie naruszyły istniejącej już wcześniej zieleni, wykorzystując wolne przestrzenie na różnego rodzaju enklawy, ścieżki o indywidualnych formach i tereny przeznaczone na indywidualną twórczość artystyczną. Skwer częściowo pokrywa się z tzw. Parkiem Wiedzy.